# An der Schäferei 1 (Schkopau)

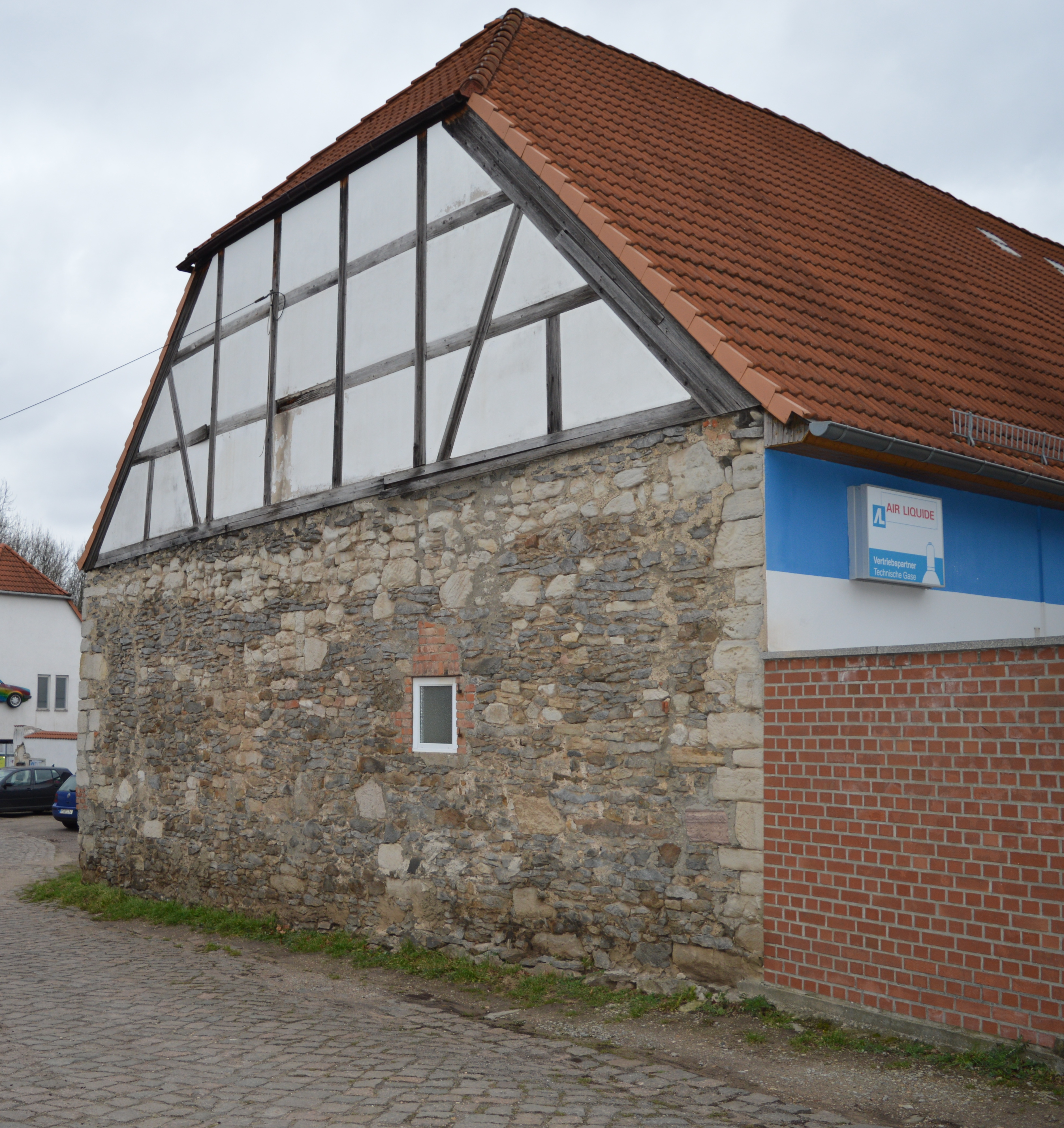
An der Schäferei 1

Das Haus An der Schäferei 1 ist ein denkmalgeschütztes Gebäude in der Gemeinde Schkopau in Sachsen-Anhalt.

## Lage
Es befindet sich im Ortszentrum von Schkopau, südöstlich des Schlosses Schkopau.

## Architektur und Geschichte
Das Anwesen ist im örtlichen Denkmalverzeichnis als Schäferei eingetragen. Markant ist das mit Schlitzen versehene Bruchsteinmauerwerk. Bei den Schlitzen könnte es sich um ehemalige Schießscharten handeln. Möglicherweise handelt es sich bei der Anlage um einen ehemaligen Wehrbau, vermutlich um die Vorburg der Burg Schkopau.